# きみとぴあ!
きみとぴあ！は、夢に向かってともに成長する、 5人組（リーダーありを、ててん、凪葉-なぎは-、がおまる。、めお）歌い手ユニット。ファンを幸せにできる、ファンのためのユニットになるべく、【想い】を大切に活動している。

## 概要
2024年6月29日にウタイテの事務所、UTAITEにて『きみと〇〇する歌い手グループ』プロジェクトの発足が発表される。UTAITE所属のソロ歌い手・ありをが課したミッションを乗り越えた4人のメンバーが選出され、ありを含め5人組歌い手ユニット『きみとぴあ！』として2024年7月20日に正式デビュー。

## メンバー

### ありを
10月18日生まれ。きみとぴあ!のリーダー。ファン想いで、仲間想いの、やさしい心の持ち主。大人しく、謙虚で温厚な性格だが、活動にかける気持ちは人一倍強い。実は一番の負けず嫌いで、誰よりも熱いハートを内に秘めている。

### ててん
4月4日生まれ。ポジティブ素直な高音男子。真面目な優等生だが、好奇心旺盛なため厄介ごとに巻き込まれやすい。感性や価値観が独特で、謎行動をしてしまうこともしばしば。そのせいで周りからは、実は宇宙人ではないかと疑われている。

### がおまる。
2月19日生まれ。誰にでも愛されるいじられキャラ。考えるより先に身体が動いてしまうタイプ。目立ちたがり屋でチャレンジ精神旺盛だが、大抵の場合失敗に終わる。心も身体も大きく見せたいので、実は陰で成長サポート飲料を飲んでいる。だが現実は厳しく身長は伸びない。

### 凪葉-なぎは-
9月6日生まれ。自信家で、明るく人当たりの良いムードメーカー。場を盛り上げ、楽しませるためならどんな努力も厭わない。人が好きで、誰とでも友達になりたいと思っている反面、たまに距離感を詰めすぎて空回ってしまうことも。イジられると、おいしいと思っているのがすぐに顔に出る。

### めお
1月11日生まれ。おちゃめで自由な猫系男子。歩いていると動物が寄ってくる不思議な性質を持っている。かっこよくクールに見られたいと努力しているが常に周りからは抜けていると言われる始末。現状はどうにか声の良さと歌の上手さで中和しようとしているが全く間に合っていない。

## 略歴
- 2024年6月29日　UTAITE『きみと〇〇する歌い手グループ』プロジェクト発足を発表
- 2024年7月6日　同プロジェクトで結成される新歌い手ユニットのリーダーをUTAITE所属のありをが務めることを発表
- 2024年7月7日　ユニット名及びシルエットPV公開
- 2024年7月13日　初の歌ってみた動画『フィクサー』が公開
- 2024年7月14日　アニメーションPVが公開
- 2024年7月20日　オリジナルデビュー曲『ぜったいっ！きみ推し宣言！』を公開